# Dinastia Obrenovici
Obrenović (în sârbă Обрeновић, pl. Obrenovići / Обреновићи, pronunțat [obrěːnoʋit͡ɕ]) a fost o dinastie sârbească care a condus Principatul Serbiei între anii 1815 și 1842 și din nou între 1858 și 1903. Ei au venit la putere prin conducerea progenitorului lor, Miloš Obrenović la Revolta sârbă din 1815-1817 împotriva Imperiului Otoman, care a condus la formarea Principatului Serbiei în 1817. Dinastia Obrenović a fost în mod tradițional aliată cu Austro-Ungaria și s-a opus dinastiei Karagheorghevic, care era sprijinită de Rusia.
Conducerea familiei s-a încheiat printr-o lovitură de stat de către conspiratorii militari, cunoscuți astăzi sub numele de Mâna Neagră, care au invadat palatul regal și au ucis pe Regele Alexander I, care a murit fără moștenitor. 
Adunarea Națională a Serbiei l-a invitat pe Peter Karađorđević să devină rege al Serbiei. După destrămarea Iugoslaviei, unii descendenți ai lui Jakov Obrenović, fratele lui Miloš Obrenović, s-au declarat succesori ai Casei Regale a lui Obrenović și și-au ales pretendenții la tronul defunct al Serbiei.
Spre deosebire de alte state din Balcani, cum ar fi Grecia, Bulgaria sau România, Serbia nu a importat un membru al unei familii regale europene (mai ales dinastii germane) care să ia tronul; dinastia Obrenović, ca și rivalul lui Karađorđević, era o familie sârbă indigenă.